# Détente de Joule-Thomson

Schéma de principe de la détente de Joule-Thomson.

La détente de Joule-Thomson réalisée à l'aide d'un étranglement dans la conduite.

La détente de Joule-Thomson est une détente laminaire stationnaire et lente réalisée en faisant passer un flux de gaz au travers d'un tampon (ouate ou soie grège en général) dans une canalisation calorifugée et horizontale, la pression régnant à gauche et à droite du tampon étant différente. Dans tous les cas, cette détente est isenthalpique.
Lorsqu'un gaz subit une détente de Joule et Thomson sans variation de température, on dit qu'il suit la deuxième loi de Joule. C'est le cas notamment des gaz parfaits. Pour les gaz réels en revanche, la détente de Joule-Thomson est généralement accompagnée d'une variation de température : c'est l'effet Joule-Thomson.

## Conservation de la masse
Lorsque le régime permanent stationnaire est instauré, le débit massique est constant et la masse entrante dans la canalisation est alors la même que la masse sortante.

## Enthalpie
L'enthalpie est une grandeur physique homogène à une énergie.